# Römisches Brandgräberfeld Kyllburgweiler
Koordinaten: 50° 3′ 46″ N, 6° 36′ 44″ O
Das Römische Brandgräberfeld Kyllburgweiler ist ein römisches Grabfeld in der Ortsgemeinde Kyllburgweiler im Eifelkreis Bitburg-Prüm in Rheinland-Pfalz.

## Beschreibung
Auf der heutigen Gemarkung von Kyllburgweiler befinden sich drei Fundstellen römischer Grabanlagen. Ein Brandgräberfeld befindet sich nordwestlich des Ortes, eines nördlich von Kyllburgweiler dicht an der Ortsgemeinde Steinborn und ein drittes Grabfeld südlich der Ortsgemeinde.
Das nordwestlich liegende Grabfeld stammt aus dem 1. Jahrhundert n. Chr., das nördlich liegende aus dem 2. Jahrhundert n. Chr., das dritte Grabfeld konnte als römerzeitlich datiert werden.

## Archäologische Befunde

### Grabfeld 1
Dieses befindet sich nordwestlich von Kyllburgweiler. Im 19. Jahrhundert fand man hier mehrfach römische Brandgräber, von denen grobe Skizzen angefertigt wurden, die sich heute im Rheinischen Landesmuseum Trier befinden. Anhand der Skizzen konnte eine Datierung der Bestattungen in das 1. Jahrhundert n. Chr. vorgenommen werden.

### Grabfeld 2
Das zweite entdeckte Grabfeld befindet sich nördlich des Ortes und zugleich wenig nordwestlich von Steinborn. Bei landwirtschaftlichen Arbeiten wurden hier 1939 zwei römische Brandgräber zerstört. Diese waren ursprünglich mit zwei senkrecht stehenden Steinplatten umstellt. Als Beigabe ist lediglich ein Krug überliefert, der in das Museum nach Trier gelangte. Zu Beginn des 20. Jahrhunderts wurden in der Nähe bereits römische Brandgräber entdeckt, zu denen aber keine weiteren Informationen vorliegen.

### Grabfeld 3
Das dritte Grabfeld befindet sich südwestlich von Kyllburgweiler in der Nähe des Weilerbaches. Zu Beginn des 20. Jahrhunderts wurden hier mehrere Grabfunde geborgen, unter anderem Keramik sowie drei Münzen des Tiberius. Um welche Bestattungsform es sich handelte, ist unbekannt, naheliegend sind jedoch Brandgräber. Auch eine genaue Datierung konnte bisher nicht vorgenommen werden.

## Erhaltungszustand und Denkmalschutz
Alle drei Grabfelder befinden sich heute innerhalb von landwirtschaftlich genutzten Ackerflächen und sind nach den Ausgrabungen nicht mehr vor Ort erhalten. Grabfeld 2 wurde bereits 1939 durch landwirtschaftliche Arbeiten zerstört.
Die Gräberfelder sind als eingetragenes Kulturdenkmal im Sinne des Denkmalschutzgesetzes des Landes Rheinland-Pfalz (DSchG) unter besonderen Schutz gestellt. Nachforschungen und gezieltes Sammeln von Funden sind genehmigungspflichtig, Zufallsfunde an die Denkmalbehörden zu melden.